# George Washington
George Washington (forma spolszczona: Jerzy Waszyngton; ur. 11 lutego?/22 lutego 1732 w Pope’s Creek, zm. 14 grudnia 1799 w Mount Vernon) – amerykański generał, polityk, mąż stanu, 1. prezydent Stanów Zjednoczonych (1789–1797).
Wódz naczelny Armii Kontynentalnej (1775–1784), deputowany do Kongresu Kontynentalnego, mason. Jeden z ojców założycieli narodu amerykańskiego.

## Lata młodości i edukacja

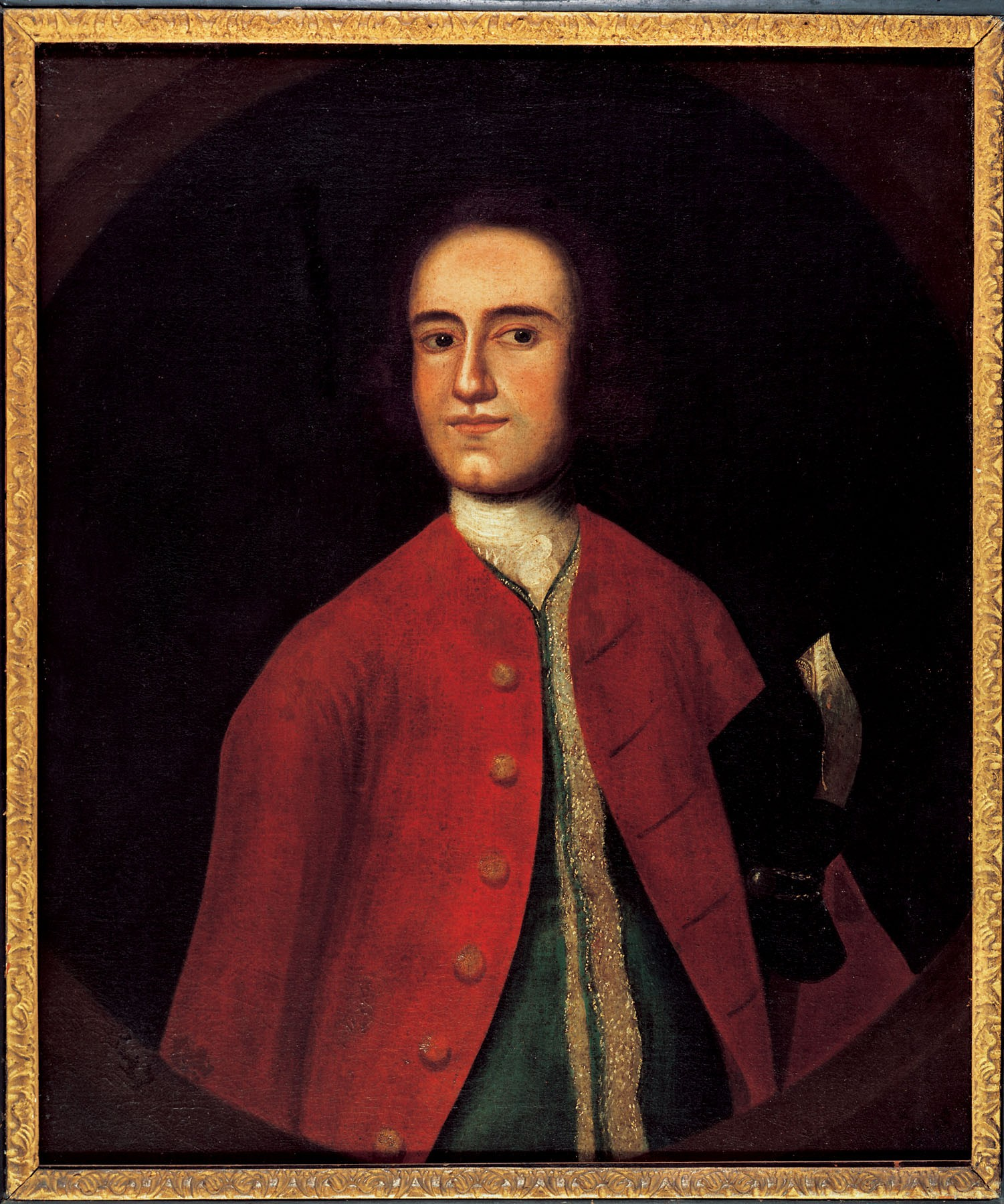
Lawrence, starszy przyrodni brat George’a, który opiekował się nim po śmierci ojca

Herb głowy rodu Washingtonów

George Washington urodził się 22 lutego 1732 r. w Pope’s Creek w brytyjskiej kolonii Wirginia, jako pierwszy z sześciorga dzieci Augustine’a Washingtona i jego drugiej żony Mary Ball Washington. George miał dwie siostry oraz trzech braci (Charlesa, Johna i Samuela), a także dwóch przyrodnich braci (Lawrence’a i Augustine’a) oraz przyrodnią siostrę z poprzedniego związku ojca. Jego pradziadek, John Washington z Purleigh w Esseksie (w Anglii), przybył do Wirginii w 1657 r. Matka, Marry Ball Washington, miała przodków angielskich, niemieckich i holenderskich. Washington najprawdopodobniej nie uczęszczał do szkoły, a pobierał nauki w domu. Jego nauczycielem, mentorem i opiekunem (zwłaszcza od śmierci ojca) był przyrodni brat przyszłego prezydenta, Lawrence, który uczył go geografii, arytmetyki i geometrii. Poza tym przyszły prezydent był samoukiem.

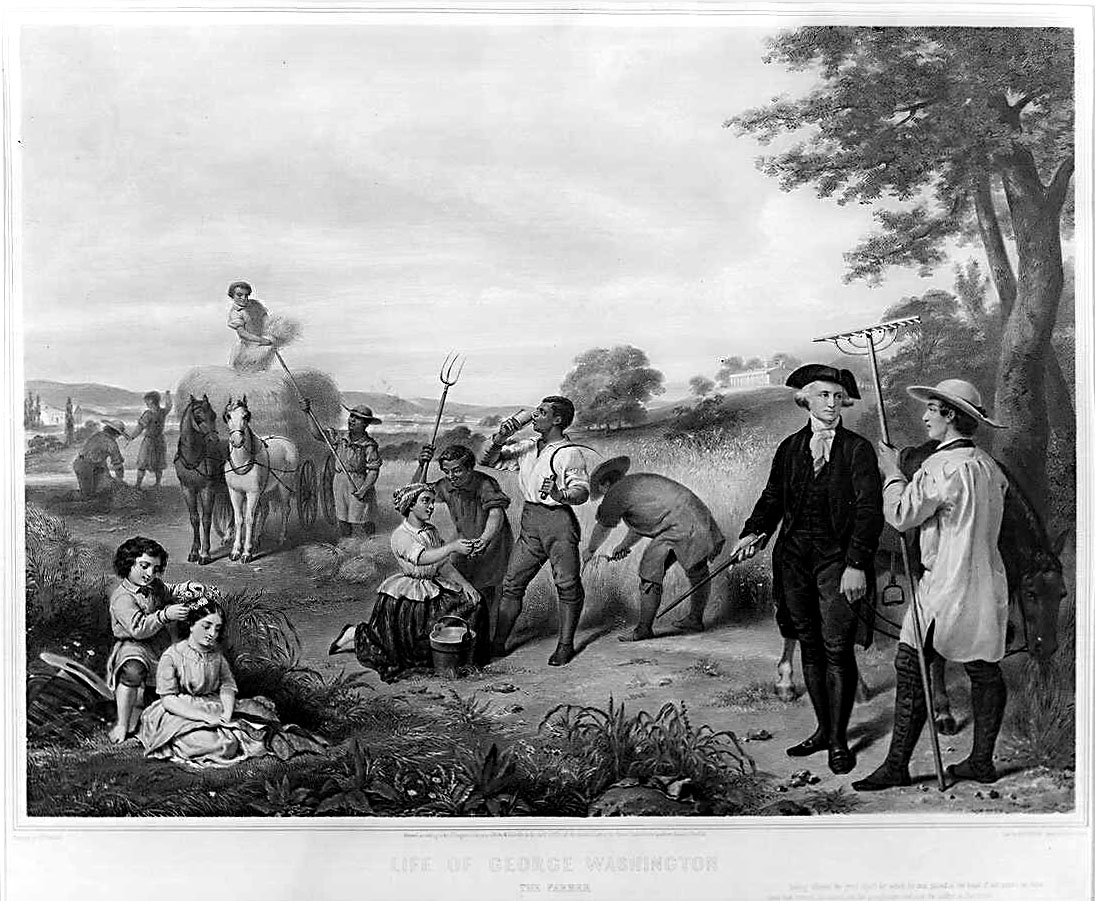
George Washington i jego niewolnicy; w tle Mount Vernon

W 1751 wybrali się w – trwającą pięć tygodni – podróż na wyspę Barbados, gdzie Lawrence miał nadzieję wyzdrowieć z gruźlicy. Na Barbados George zachorował na ospę i dopiero gdy wyzdrowiał, powrócił do rodzinnej Wirginii. Była to jedyna zagraniczna podróż przyszłego prezydenta poza granice Stanów Zjednoczonych.
Brak dyplomu nie przeszkodził pięciu największym amerykańskim uczelniom nadać mu tytuł honorowego doktora prawa: Uniwersytet Harvarda (1776), Uniwersytet Yale (1781), Uniwersytet Pensylwanii (1783), Washington College (1789), Uniwersytet Browna (1790).

## Kariera wojskowa

### Początki
Po śmierci brata wstąpił do milicji kolonialnej w stopniu majora. Już w 1754 awansował do stopnia podpułkownika i wziął udział w wojnie z Francuzami. Został wówczas skierowany na misję do Ohio, gdzie miał ubezpieczać tworzony tam fort. W czasie podróży fort został przejęty przez Francuzów, a męcząca droga powrotna spowodowała, że pod koniec roku Washington chciał wycofać się z czynnej służby. Kilka miesięcy później został adiutantem generała Edwarda Braddocka, a niedługo potem awansował na pułkownika i dowódcę milicji w Wirginii. Po kilku latach jednak wycofał się ze służby na okres 16 lat, prowadząc przez ten czas życie plantatora w Mount Vernon.

### Wojna o niepodległość
W początkach konfliktu z Anglią Washington wcale nie chciał walczyć o niepodległość, gdyż sam uważał się za Anglika, a zwolenników zerwania stosunków z Wielką Brytanią określał mianem ekstremistów. W aktywne życie polityczne kolonii włączył się dopiero w 1774 roku, kiedy sprzeciwił się tak zwanej ustawie stemplowej, poparł ruch oporu zorganizowany w Massachusetts i sprzeciwił się rozwiązaniu House of Burgesses. W tym samym roku został także delegatem na I Kongres Kontynentalny, jednak nie zabierał na nim głosu. Rok później, jako delegat, wziął udział w II Kongresie Kontynentalnym, gdzie 15 czerwca 1775 roku został mianowany Naczelnym Dowódcą Armii Kontynentalnej, jako kandydat kompromisowy, zgłoszony przez Johna Adamsa. Formalnie dowództwo objął 3 lipca i już na samym początku często zaznaczał, że gubernatorzy kolonii powinni bardziej troszczyć się o przyszłe państwo, zamiast o interesy lokalne.
Rok później, krótko po sygnowaniu Deklaracji niepodległości Stanów Zjednoczonych, mający znaczną przewagę liczebną Anglicy, pod dowództwem braci Williama i Richarda Howe’ów, zaatakowali Nowy Jork. 25 marca 1776 – w uznaniu mądrego i odważnego postępowania, a także w imieniu oficerów i żołnierzy pod jego dowództwem podczas oblężenia i zdobycia Bostonu – jako pierwszy w historii został uhonorowany Złotym Medalem Kongresu. Jesienią 1776 roku, w wyniku działań wojennych Korony, Washington musiał cofać swoje wojska z Long Island na Manhattan i dalej przez New Jersey aż do Pensylwanii. W Boże Narodzenie zaatakował jednak Anglików z Trenton i odniósł zwycięstwo, co korzystnie wpłynęło na morale żołnierzy. Kolejne zwycięstwa pod Princeton i Saratogą (do którego walnie przyczynił się Tadeusz Kościuszko), dały wojskom Armii Kontynentalnej przewagę. Po porażce pod Filadelfią 11 września 1777 Washington wycofał się do Valley Forge. W czasie zimy armia przeżywała jeden ze swoich największych kryzysów – głównie z powodu braku jedzenia czy ubrań, jednak największym problemem były masowe dezercje. W czerwcu 1778 Washington odniósł zwycięstwo podczas bitwy pod Monmouth, która była ostatnim większym starciem z Brytyjczykami w północnej części kolonii. Po przyłączeniu się do kolonistów Francuzów, Armia Kontynentalna wyruszyła do Wirginii. Wojna zakończyła się 18 października 1781 pod Yorktown. Dowódca wojsk brytyjskich Charles Cornwallis poddał się, widząc przygniatającą przewagę wojsk amerykańskich i francuskich.

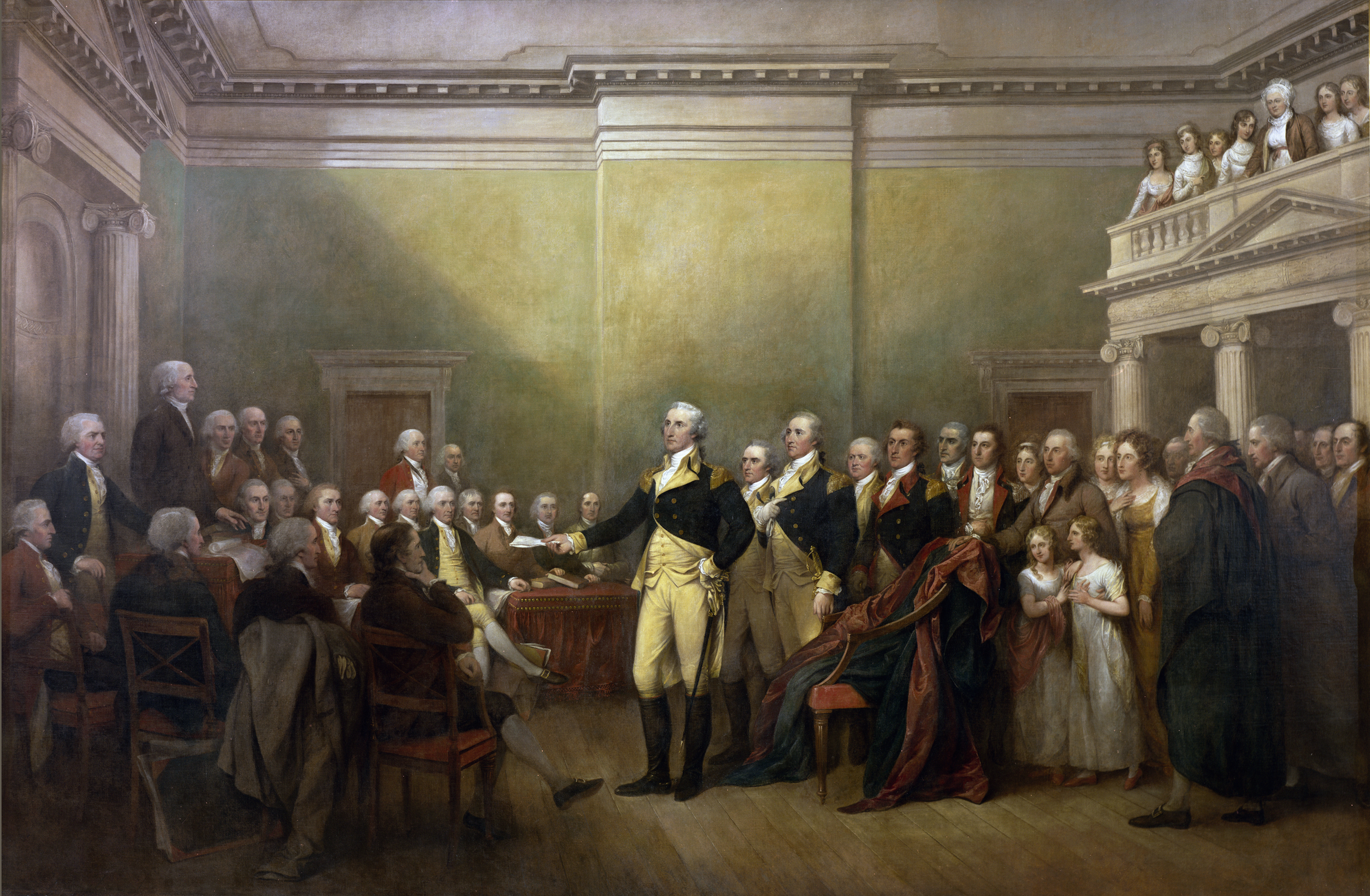
Generał Washington składa urząd Naczelnego Wodza

W 1782 w Stanach Zjednoczonych wybuchały bunty przeciw podatkom, polityce gospodarczej władz, a żołnierze domagali się wypłat zaległego żołdu. Zwolennicy silnej władzy wykonawczej proponowali, aby George Washington koronował się na króla Stanów Zjednoczonych. Przyszły prezydent zdecydowanie sprzeciwiał się temu pomysłowi, uważając go za „odrażający”. W rocznicę bitwy pod Lexington 19 kwietnia 1783 generał zakończył działania militarne przeciwko Anglii i wkroczył do Nowego Jorku. Kilka miesięcy później, 23 grudnia, w Annapolis złożył dowództwo Armii Kontynentalnej.

## Kariera polityczna
Jeszcze przed zdaniem służby wojskowej, w czerwcu 1783 roku, Washington wystosował „List okólny do gubernatorów wszystkich stanów”, w którym podkreślał federalny charakter nowej republiki i wyrażał swoje rozczarowanie względem osób przedkładających interesy lokalne ponad dobro nowego państwa.
W maju 1787 w Filadelfii w celu opracowania tekstu konstytucji zebrała się Konwencja Konstytucyjna, na której był jednym z delegatów Wirginii. Został jednomyślnie obrany przewodniczącym konwencji, na której zachowywał neutralność i wygłosił tylko jedno przemówienie – opowiedział się w nim za szerszymi prerogatywami prezydenta, a także poruszył kwestię sposobu wyboru członków Izby Reprezentantów. Kiedy 21 czerwca 1788 stan New Hampshire ratyfikował Konstytucję, stało się jasne, że wejdzie ona w życie.

## Prezydentura

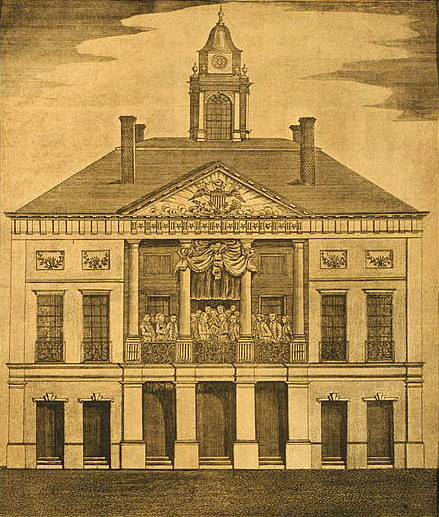
W Federal Hall w Nowym Jorku zaprzysiężono pierwszego prezydenta USA

W wyborach prezydenckich w 1789 roku, które odbyły się 4 lutego, po wejściu w życie Konstytucji, Kolegium Elektorskie jednogłośnie wybrało Washingtona na pierwszego prezydenta Stanów Zjednoczonych. Zaprzysiężenie odbyło się 30 kwietnia w Nowym Jorku, ówczesnej stolicy Stanów Zjednoczonych, w Federal Hall, a odebrał je Robert R. Livingston, kanclerz stanu Nowy Jork. Wiceprezydentem w administracji Washingtona został federalista John Adams, który w głosowaniu elektorów uzyskał 34 głosy.
Ponieważ prezydent chciał zachować jedność w sprawach ważnych dla młodego państwa, do swojego rządu zaprosił i federalistów (z którymi sympatyzował), i antyfederalistów (z którymi się spierał). Sekretarzem stanu został lider demokratycznych republikanów i zarazem zwolennik Francji, Thomas Jefferson, a sekretarzem skarbu – lider federalistów i zwolennik Anglii, Alexander Hamilton. Podczas pełnienia urzędu Washington skupiał się głównie na utrzymaniu jedności kraju, dlatego nie angażował się w sprawy ustawodawcze. Jako zwolennik trójpodziału władzy (według Monteskiusza), Washington korzystał z przysługujących mu prerogatyw. Jednym z pierwszych problemów, przed którymi stanęła nowa republika, była zła sytuacja finansowa, której rozwiązanie prezydent powierzył Hamiltonowi. Dzięki kompromisowi zawartemu z Jeffersonem i Madisonem, Washington i Hamilton wprowadzili program reform, który uwzględniał między innymi przejęcie długów stanowych przez rząd federalny, utworzenie banku centralnego i wprowadzenie systemu dziesiętnego w obiegu monetarnym.
Podczas wyborów w 1792 roku Washington ponownie został jednogłośnie wybrany na prezydenta. Przysięgę złożył 4 marca 1793 w Federal Hall w Filadelfii, a odebrał ją sędzia Sądu Najwyższego William Cushing. Dzień 4 marca był do 1933 datą inauguracji amerykańskich prezydentów.
Tuż przed ponownym objęciem przez Washingtona funkcji prezydenta Francja wypowiedziała wojnę Anglii, co postawiło Amerykanów w trudnym położeniu, ponieważ państwo było zbyt słabe, by angażować się w nowy konflikt. Washington ogłosił wówczas neutralność Stanów Zjednoczonych, co nie spodobało się zarówno federalistom (anglofilom), jak i republikanom (frankofilom). Jednym z pierwszych problemów wewnętrznych, jakie napotkał prezydent, rozpoczynając drugą kadencję, była tzw. „Rebelia o whisky”. W lipcu 1794 roku producenci whisky z zachodniej Pensylwanii protestowali przeciwko nałożeniu na nich wysokich podatków przez Kongres. Prezydent powołał wówczas 13-tysięczną armię milicji, mającą stłumić zamieszki. Osobiście stanął na czele wojska, co pozwoliło (dzięki poważaniu, jakim cieszył się w społeczeństwie) zakończyć protest bez oddawania strzałów.
Jeszcze w 1793 roku do USA przybył cieszący się popularnością wśród opinii publicznej poseł francuski Edmond-Charles Genêt. W wyniku jego działań (zatrzymał statek amerykański i skonfiskował jego ładunek) rozpoczął się konflikt na linii Biały Dom – dyplomacja francuska. Prasa federalistyczna atakowała Genêta i nakłaniała prezydenta do odwołania go. Ostatecznie Washington zmuszony był wydalić posła Genêta, co ochłodziło kontakty Stanów Zjednoczonych z Francją. Równocześnie amerykańskie okręty przechwytywała flota brytyjska, co zmuszało prezydenta do podjęcia działań przeciwko Anglii. W tym celu wysłał do Anglii prezesa Sądu Najwyższego, Johna Jaya, który miał wynegocjować traktat amerykańsko-brytyjski. Został on podpisany w listopadzie 1794, lecz jego treść ujawniono dopiero pół roku później. 8 lipca 1795 odbyła się specjalna sesja Senatu, na której traktat został ratyfikowany, stosunkiem głosów 20:10. Pomimo utajnienia traktatu, jego treść wyciekła do prasy i wywołała oburzenie w społeczeństwie amerykańskim – głównie ze względu na artykuł XII, mówiący o zakazie eksportu produktów tropikalnych, produkowanych na południu USA. Pomimo licznych petycji i listów, prezydent ratyfikował traktat, 24 lutego 1796 ogłosił jego wejście w życie, a 1 marca przedłożył go Kongresowi. Ponieważ Washington nie otrzymał żadnych środków na realizację traktatu, musiał zwrócić się do Izby Reprezentantów, która sprawuje opiekę nad budżetem. Mający w niej większość republikanie konsekwentnie blokowali układ, odmawiając przekazania środków, co powodowało większe napięcie opinii publicznej. Głosowanie nad wnioskiem zakończyło się wynikiem 49:49, jednak środki zostały ostatecznie przyznane, dzięki głosowi spikera Fredericka Muhlenberga. Sytuacja wywołana przez traktat Jaya walnie wpłynęła na politykę i ocenę Washingtona – odwołał on dwóch swoich czołowych członków rządu i stwierdził, że nie będzie współrządził z osobami, które nie podzielają jego poglądów. Ponadto, podpisanie traktatu mocno osłabiło stosunki USA z Francją, która ostro atakowała gabinet Washingtona, a w zbliżających się wyborach prezydenckich udzieliła silnego poparcia profrancuskiemu kandydatowi republikanów – Thomasowi Jeffersonowi.
Ciągłe ataki na prezydenta sprawiły, że ogłosił on w swoim przemówieniu pożegnalnym z 17 września 1796, że nie będzie ubiegał się o trzecią kadencję, czym wyznaczył niepisaną tradycję dwukadencyjności. Należy przypomnieć, że Konstytucja nie ograniczała maksymalnej liczby kadencji prezydenta. Dopiero wybór na prezydenta Franklina Delano Roosevelta w 1940 na trzecią, a w 1944 na czwartą kadencję, spowodowało, że uchwaleniem 22. poprawki w 1947 uregulowano prawnie tę kwestię. Washington z urzędu ustąpił 3 marca 1797 – po 7 latach i 308 dniach – gdy dotychczasowy wiceprezydent John Adams został zaprzysiężony na 2. prezydenta USA.

### Dokonania

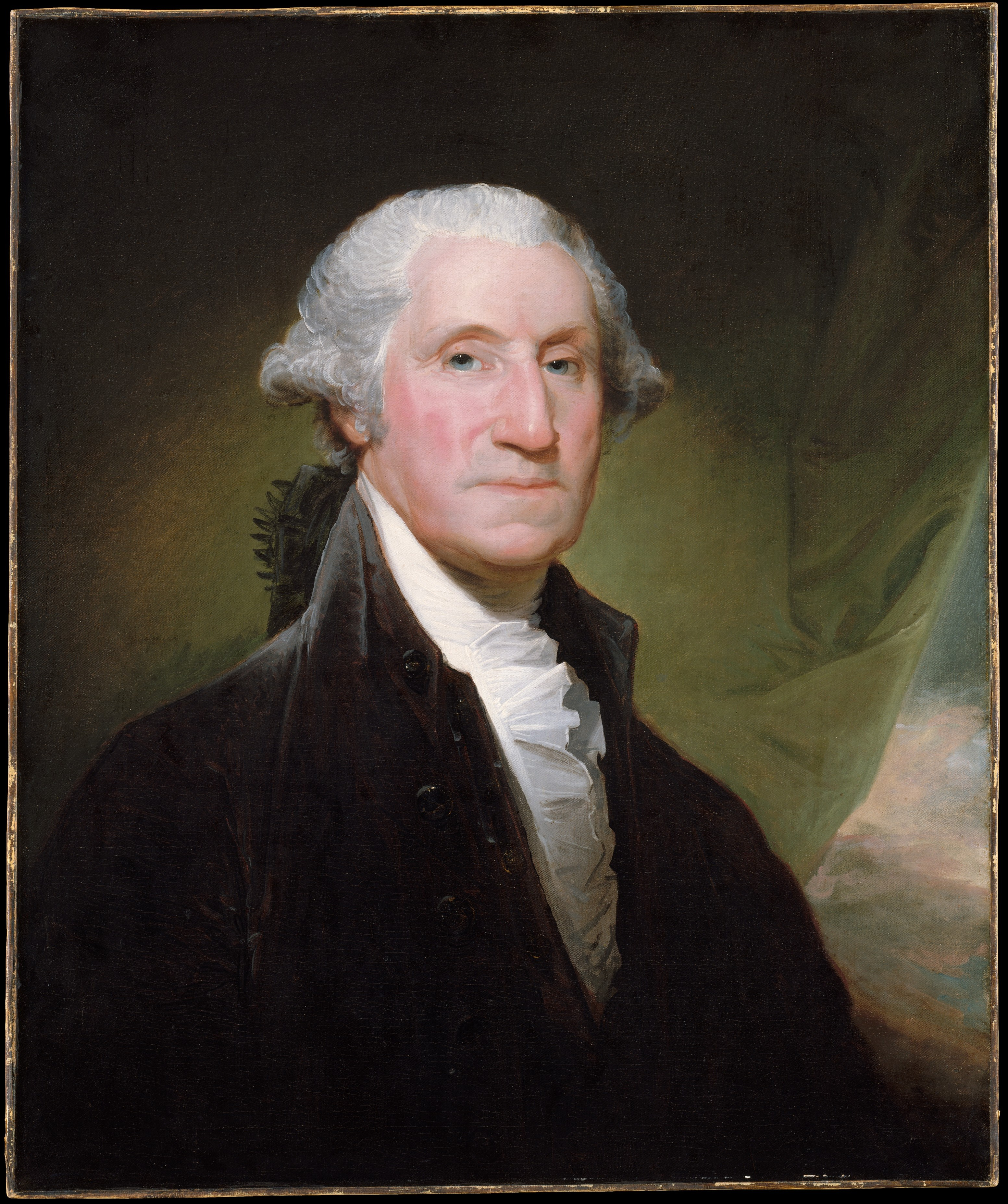
Portret z 1795

Głównym osiągnięciem prezydenta było wzmocnienie władzy federalnej młodego państwa poprzez włączenie Karty praw do konstytucji w 1791, a także rozwój handlu i stabilizacja gospodarki. Washington zabezpieczył też kraj przed zaangażowaniem się w kolejne konflikty zbrojne, zarówno wewnętrzne (zabezpieczenie granic przed atakami Indian), jak i zewnętrzne (neutralność w wojnie francusko-brytyjskiej i zatrzymanie ekspansji Hiszpanów na południowym zachodzie USA).
18 września 1793 wmurował kamień węgielny pod budowę Kapitolu, siedziby federalnej władzy ustawodawczej na terenie Federal City (później Washington D.C.), wyodrębnionego miasta, terytorialnie niezależnego od żadnego stanu i będącego pod jurysdykcją władzy federalnej.

### Nominacje do Sądu Najwyższego
George Washington nominował dziesięciu sędziów Sądu Najwyższego Stanów Zjednoczonych (w tym aż trzech prezesów Sądu):
1. James Wilson (5 października 1789)
2. John Jay (19 października 1789) – 1. prezes
3. William Cushing (2 lutego 1790)
4. John Blair (2 lutego 1790)
5. John Rutledge (15 lutego 1790)
6. James Iredell (12 maja 1790)
7. Thomas Johnson (6 kwietnia 1792)
8. William Paterson (11 marca 1793)
9. John Rutledge (12 sierpnia 1795) – 2. prezes[b]
10. Samuel Chase (4 lutego 1796)
11. Oliver Ellsworth (8 marca 1796) – 3. prezes

## Życie po prezydenturze
Po zakończeniu prezydentury George Washington powrócił do swojej posiadłości Mount Vernon. Doraźnie doradzał swojemu następcy, Johnowi Adamsowi, który 11 lipca 1798 mianował, za zgodą Senatu, Washingtona tymczasowym naczelnym dowódcą armii amerykańskiej na wypadek wojny z Francją. Nominację tę przyjął dwa dni później.

## Śmierć i upamiętnienie
14 grudnia 1799 ciężko zachorował: miał problemy z oddychaniem (według opinii różnych biografów cierpiał na zapalenie tchawicy, zapalenie płuc lub gruźlicę). Osobisty lekarz James Craik bezskutecznie próbował go ratować zabiegami puszczania krwi. Washington zmarł tuż przed 23:00 w swojej posiadłości w Mount Vernon w stanie Wirginia.
Został pochowany 18 grudnia w swoim rodzinnym mieście. Kameralny pogrzeb odbył się przy udziale najbliższej rodziny i sąsiadów oraz honorowej eskorty, złożonej z kilku okolicznych żołnierzy.

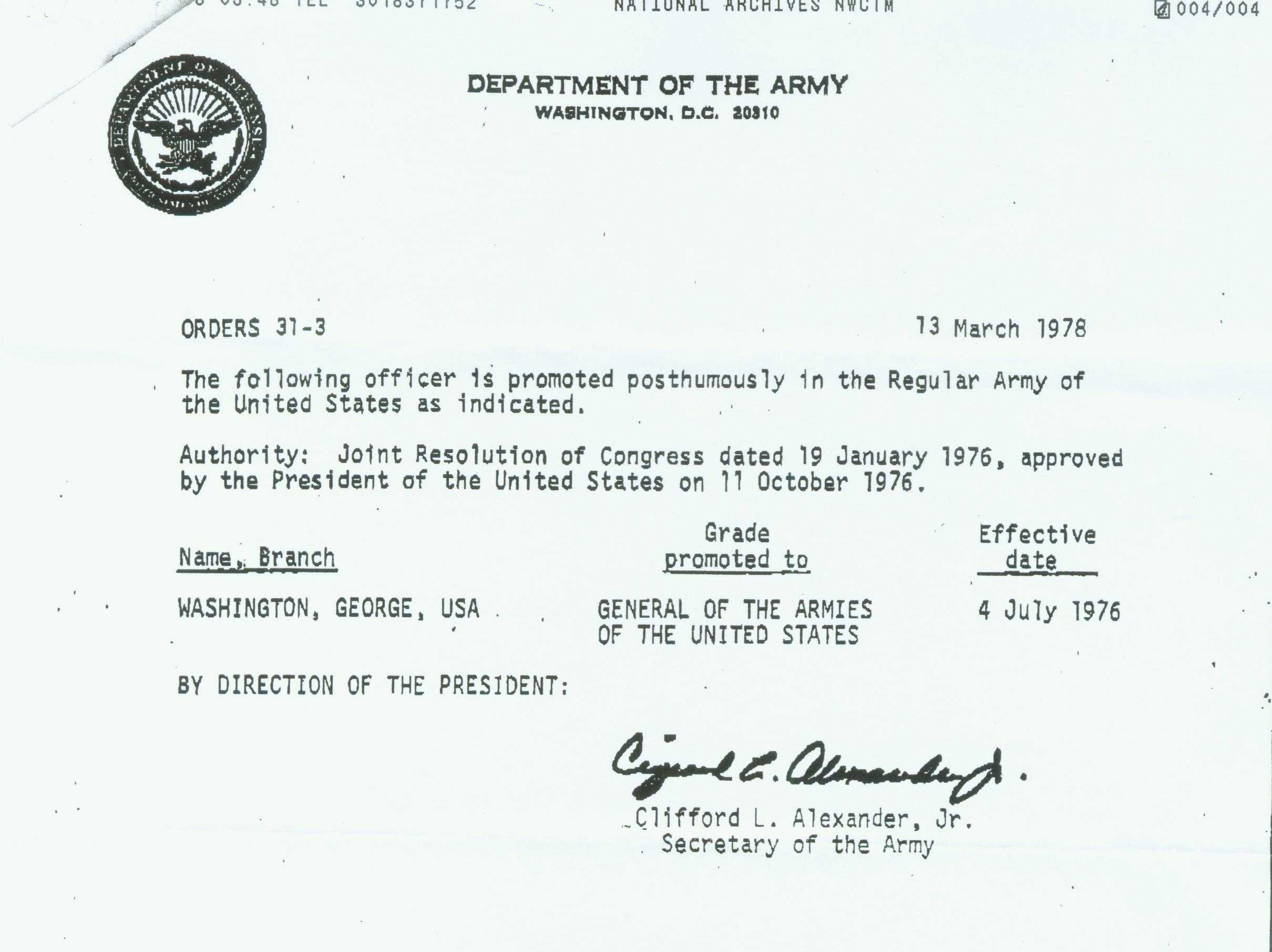
Pośmiertny awans George'a Washingtona

W 1976 w dwusetną rocznicę powstania państwa Kongres i prezydent Gerald Ford pośmiertnie awansowali go na stopień general of the Armies, z uwagi na fakt, że był „najwyżej postawionym wojskowym w dziejach państwa”.

## Życie prywatne i poglądy
George Washington poślubił najbogatszą wdowę w Wirginii, Marthę Dandridge Custis, 6 stycznia 1759 roku. Przyszła pierwsza dama miała dwoje dzieci z wcześniejszego małżeństwa: syna Johna i córkę Marthę. Z George’em nie miała dzieci. Wśród biografów istnieją domniemania, że nie było to małżeństwo z miłości, między innymi dlatego, że Washington był zakochany w żonie swojego sąsiada – Sally Fairfax.
Washingtonowie mieszkali w Mount Vernon, gdzie prowadzili plantację tytoniu. George był zwolennikiem niewolnictwa i przestrzegał reguł ówczesnej epoki. Jego częściowo abolicjonistyczne poglądy wykreowały się dopiero w latach 70. XVIII wieku. Mimo że pierwszy prezydent nigdy nie należał do żadnego stronnictwa ani partii politycznej, jawnie sympatyzował z federalistami i opowiadał się za silnym rządem centralnym.
Przynależał do Kościoła episkopalnego, choć nie uchodził za człowieka pobożnego – nie uczestniczył w nabożeństwach i nie przyjmował komunii. Wśród części biografów panuje przekonanie, że mógł być ateistą.